# Liste der Kulturdenkmäler in Bellingen (Westerwald)
In der Liste der Kulturdenkmäler in Bellingen sind alle Kulturdenkmäler der rheinland-pfälzischen Ortsgemeinde Bellingen aufgeführt. Grundlage ist die Denkmalliste des Landes Rheinland-Pfalz (Stand: 21. Dezember 2021).

## Einzeldenkmäler
| Bezeichnung | Lage                        | Baujahr                            | Beschreibung | Bild                           |
| ----------- | --------------------------- | ---------------------------------- | --- | ------------------------------ |
| Brunnen     | Bergstraße, bei Nr. 13 Lage | zweite Hälfte des 19. Jahrhunderts | gusseisernes Becken eines Laufbrunnens, zweite Hälfte des 19. Jahrhunderts                                              | weitere Bilder Fotos hochladen |
| Quereinhaus | Hauptstraße 11a Lage        | 1637                               | Wohnteil eines ehemaligen Fachwerk-Quereinhauses, bezeichnet 1637, in der ersten Hälfte des 19. Jahrhunderts verlängert | Fotos hochladen                |
| Quereinhaus | Hauptstraße 12 Lage         | 17. oder 18. Jahrhundert           | Fachwerk-Quereinhaus, verkleidet, wohl aus dem 17. oder 18. Jahrhundert                                                 | Fotos hochladen                |
| Brunnen     | Schulstraße, bei Nr. 7 Lage | zweite Hälfte des 19. Jahrhunderts | gusseiserner Laufbrunnen, zweite Hälfte des 19. Jahrhunderts                                                            | weitere Bilder Fotos hochladen |